# Serie B 2018/19
Het seizoen 2018/19 van de Serie B (ook wel bekend onder de naam Serie BKT vanwege sponsorcontracten) was het zevenentachtigste seizoen van de Serie B. Het seizoen in deze op een na hoogste divisie in Italië begon op 24 augustus 2018. De zesendertigste en laatste speelronde vond plaats op zaterdag 11 mei 2019.
Brescia eindigde als de kampioen en maakte daardoor sinds het seizoen 2010-11 zijn rentree in de Serie A. De club wist het kampioenschap op de 34e speeldag binnen te slepen door uit met 1-0 thuis te winnen van Ascoli. Lecce wist op de laatste speeldag de tweede plaats te behalen en promoveerde hierdoor sinds 2011/12 naar de Serie A 2019/20.
Achter Brescia en Lecce speelden in de play-off voorronde voor promotie Spezia tegen Cittadella en Hellas Verona tegen Perugia. Cittadella won met 2-1 van Spezia en Hellas Verona won met 4-1 van Perugia. In de halve finale play-offs voor de derde en laatste promotie plek naar de Serie A wist Cittadella met 1-2 en 3-0 te winnen van Benevento en Hellas Verona won met 0-0 en 1-0 van Pescara. In de finale was Hellas Verona over twee wedstrijden met 0-2 en 3-0 te sterk voor Cittadella. Hiermee klom Hellas Verona na 1 jaar afwezigheid weer terug naar het hoogste niveau in Italië.
Carpi en Padova degradeerden rechtstreeks naar de Serie C. Omdat Foggia 6 punten aftrek had gekregen degradeerde ook deze club uit de Serie B. Door faillissement werd Foggia overgenomen door "Calcio Foggia 1920 Società Sportiva Dilettantistica" en degradeerde het naar de Serie D.
Palermo eindigde de competitie met 63 punten op de derde plaats, maar door financiële onregelmatigheden kregen zij een puntenaftrek van 20 punten. Uiteindelijk werd Palermo door deze financiële problemen terug gezet naar de Serie D.
Venezia speelde tegen Salernitana in de play-off voor degradatie naar de Serie C. Salernitana won deze play-off met 4-2 na penalty's nadat de wedstrijden waren geëindigd in 2-1 en 0-1 voor Salernitana. Doordat Palermo werd teruggezet naar de Serie D komen beide teams toch uit in de Serie B in 2019/20.

## Teams
Er deden 19 teams mee aan de Serie B, in plaats van de normale 22, door de uitsluiting van Bari, Cesena en Avellino. Drie teams degradeerden uit de Serie A 2017/18 en 4 promoveerden uit de Serie C.
Er werd verwacht dat de drie lege plekken van Bari, Cesena en Avellino zouden worden opgevuld door Catania, Novara en Siena, maar Pro Vercelli en Ternana gingen met dit voorstel niet akkoord. Op 10 augustus werd meegedeeld dat het seizoen zou beginnen met 19 in plaats van 22 teams.

### Team veranderingen
De volgende clubs zijn veranderd van divisie na het seizoen 2017/18.

#### Naar Serie B
Promotie uit Serie C
- Livorno
- Padova
- Lecce
- Cosenza

Degradatie uit Serie A
- Crotone
- Hellas Verona
- Benevento

#### Uit Serie B
Degradatie naar Serie C
- Virtus Entella
- Novara
- Pro Vercelli
- Ternana

Promotie naar Serie A
- Empoli
- Parma
- Frosinone

Degradatie naar Serie D
- Bari
- Avellino

Opgeheven
- Cesena

## Overzicht teams

### Stadions en lokaties
| Team          | Lokatie       | Stadion                              | Capaciteit |
| ------------- | ------------- | ------------------------------------ | ---------- |
| Ascoli        | Ascoli Piceno | Stadio Cino e Lillo Del Duca         | 20.550     |
| Benevento     | Benevento     | Stadio Ciro Vigorito                 | 16.867     |
| Brescia       | Brescia       | Stadio Mario Rigamonti               | 16.743     |
| Carpi         | Carpi         | Stadio Sandro Cabassi                | 5.510      |
| Cittadella    | Cittadella    | Stadio Pier Cesare Tombolato         | 7.623      |
| Cosenza       | Cosenza       | Stadio San Vito-Gigi Marulla         | 24.209     |
| Cremonese     | Cremona       | Stadio Giovanni Zini                 | 20.641     |
| Crotone       | Crotone       | Stadio Ezio Scida                    | 16.547     |
| Foggia        | Foggia        | Stadio Pino Zaccheria                | 16.798     |
| Hellas Verona | Verona        | Stadio Marc'Antonio Bentegodi        | 38.402     |
| Lecce         | Lecce         | Stadio Via del Mare                  | 40.670     |
| Livorno       | Livorno       | Stadio Armando Picchi                | 19.238     |
| Padova        | Padua         | Stadio Euganeo                       | 19.740     |
| Palermo       | Palermo       | Stadio Renzo Barbera                 | 36.349     |
| Perugia       | Perugia       | Stadio Renato Curi                   | 23.125     |
| Pescara       | Pescara       | Stadio Adriatico-Giovanni Cornacchia | 20.515     |
| Salernitana   | Salerno       | Stadio Arechi                        | 31.300     |
| Spezia        | La Spezia     | Stadio Alberto Picco                 | 10.290     |
| Venezia       | Venetië       | Stadio Pierluigi Penzo               | 7.450      |

### Personeel en sponsoring
| Team          | Voorzitter | Manager | Aanvoerder          | Kleding merk    | Shirt sponsor                  |
| ------------- | --- | --- | ------------------- | --------------- | ------------------------------ |
| Ascoli        | Giuliano Tosti | Vincenzo Vivarini | Emanuele Padella    | Nike            | Fainplast Compounds            |
| Benevento     | Oreste Vigorito | Cristian Bucchi | Christian Maggio    | FG Sport        | I.V.P.C.                       |
| Brescia       | Massimo Cellino | David Suazo (tot 18 sep 2018) Eugenio Corini (vanaf 18 sep 2018) | Daniele Gastaldello | Acerbis         | UBI Banca                      |
| Carpi         | Claudio Caliumi | Marcello Chezzi (tot 18 sep 2018) Fabrizio Castori (vanaf 18 sep 2018) | Fabrizio Poli       | Givova          | Gaudi Jeans                    |
| Cittadella    | Andrea Gabrielli | Roberto Venturato | Manuel Iori         | Boxeur Des Rues | OCSA Gabrielli                 |
| Cosenza       | Eugenio Guarascio | Piero Braglia | Angelo Corsi        | Legea           | Volkswagen                     |
| Cremonese     | Paolo Rossi | Andrea Mandorlini (tot 4 nov 2018) Massimo Rastelli (vanaf 5 nov 2018) | Claiton             | Garman          | Ilta Inox                      |
| Crotone       | Gianni Vrenna | Giovanni Stroppa (tot 29 okt 2018) Ivan Moschella (interim, vanaf 29 okt 2018 tot 1 nov 2018) Massimo Oddo (vanaf 1 nov 2018 tot 28 dec 2018) Giovanni Stroppa (vanaf 28 dec 2018)                | Alex Cordaz         | Zeus            | ENVÌ Group                     |
| Foggia        | Lucio Fares | Gianluca Grassadonia (tot 11 dec 2018) Gaetano Pavone (interim, vanaf 11 dec 2018 tot 18 dec 2018) Pasquale Padalino (vanaf 18 dec 2018 tot 10 mar 2019) Gianluca Grassadonia (vanaf 11 mar 2019) | Christian Agnelli   | Nike            | Wüber                          |
| Hellas Verona | Maurizio Setti | Fabio Grosso (tot 1 mei 2019) Alfredo Aglietti (vanaf 1 mei 2019) | Giampaolo Pazzini   | Macron          | Gruppo Sinergy                 |
| Lecce         | Saverio Sticchi Damiani | Fabio Liverani | Marco Mancosu       | M908            | Moby                           |
| Livorno       | Aldo Spinelli | Cristiano Lucarelli (vanaf 6 nov 2018) Roberto Breda (vanaf 7 nov 2018) | Andrea Luci         | Legea           | Spinelli                       |
| Padova        | Roberto Bonetto | Pierpaolo Bisoli (tot 6 nov 2018) Claudio Foscarini (vanaf 6 nov 2018 tot 28 dec 2018) Pierpaolo Bisoli (vanaf 28 dec 2018 tot 18 mar 2019) Matteo Centurioni (vanaf 18 mar 2019)                 | Nico Pulzetti       | Kappa           | Italiana Assicurazioni Zanutta |
| Palermo       | Clive Richardson (vanaf 29 dec 2018 tot 4 feb 2019 Rino Foschi (vanaf 14 feb 2019 tot 3 mei 2019) Alessandro Albanese (vanaf 3 mei 2019) | Bruno Tedino (tot 26 sep 2018) Roberto Stellone (vanaf 26 sep 2018 tot 23 apr 2019) Delio Rossi (vanaf 24 apr 2019)                                                                               | Ilija Nestorovski   | Legea           | Bisaten                        |
| Perugia       | Massimiliano Santopadre | Alessandro Nesta | Raffaele Bianco     | FG Sport        | Officine Piccini               |
| Pescara       | Daniele Sebastiani | Giuseppe Pillon | Gastón Brugman      | Erreà           | Sarni                          |
| Salernitana   | Marco Mezzaroma Claudio Lotito | Stefano Colantuono (tot 18 dec 2018) Angelo Gregucci (vanaf 20 dec 2018) | Raffaele Schiavi    | Givova          | Sèleco                         |
| Spezia        | Andrea Corradino | Pasquale Marino | Claudio Terzi       | Acerbis         | Carispezia                     |
| Venezia       | Joe Tacopina | Stefano Vecchi (tot 11 okt 2018) Walter Zenga (vanaf 11 okt 2018 tot 5 mar 2019) Serse Cosmi (vanaf 5 mar 2019)                                                                                   | Maurizio Domizzi    | Nike            | Lino Sonego                    |

## Trainerwissels
| Team          | Vertrekkend manager  | reden van vertek        | Datum vertrek     | Plaats in de stand | Nieuwe manager           | Aanstellingsdatum |
| ------------- | -------------------- | ----------------------- | ----------------- | ------------------ | ------------------------ | ----------------- |
| Ascoli        | Serse Cosmi          | Ontslagen               | Voorseizoen       | Voorseizoen        | Vincenzo Vivarini        | Voorseizoen       |
| Benevento     | Roberto De Zerbi     | Einde contract          | Voorseizoen       | Voorseizoen        | Christian Bucchi         | Voorseizoen       |
| Brescia       | Ivo Pulga            | Einde contract          | Voorseizoen       | Voorseizoen        | David Suazo              | Voorseizoen       |
| Carpi         | Antonio Calabro      | Einde contract          | Voorseizoen       | Voorseizoen        | Marcello Chezzi          | Voorseizoen       |
| Crotone       | Walter Zenga         | Wederzijdse toestemming | Voorseizoen       | Voorseizoen        | Giovanni Stroppa         | Voorseizoen       |
| Foggia        | Giovanni Stroppa     | Naar Crotone            | Voorseizoen       | Voorseizoen        | Gianluca Grassadonia     | Voorseizoen       |
| Livorno       | Andrea Sottil        | Wederzijdse toestemming | Voorseizoen       | Voorseizoen        | Cristiano Lucarelli      | Voorseizoen       |
| Palermo       | Roberto Stellone     | Wederzijdse toestemming | Voorseizoen       | Voorseizoen        | Bruno Tedino             | Voorseizoen       |
| Spezia        | Fabio Gallo          | Einde contract          | Voorseizoen       | Voorseizoen        | Pasquale Marino          | Voorseizoen       |
| Hellas Verona | Fabio Pecchia        | Einde contract          | Voorseizoen       | Voorseizoen        | Fabio Grosso             | Voorseizoen       |
| Venezia       | Filippo Inzaghi      | Einde contract          | Voorseizoen       | Voorseizoen        | Stefano Vecchi           | Voorseizoen       |
| Brescia       | David Suazo          | Ontslagen               | 18 september 2018 | 15e                | Eugenio Corini           | 18 september 2018 |
| Carpi         | Marcello Chezzi      | Wederzijdse toestemming | 18 september 2018 | 18e                | Fabrizio Castori         | 18 september 2018 |
| Palermo       | Bruno Tedino         | Ontslagen               | 26 september 2018 | 7e                 | Roberto Stellone         | 26 september 2018 |
| Venezia       | Stefano Vecchi       | Ontslagen               | 11 oktober 2018   | 16e                | Walter Zenga             | 11 oktober 2018   |
| Crotone       | Giovanni Stroppa     | Ontslagen               | 29 oktober 2018   | 11e                | Ivan Moschella (interim) | 29 oktober 2018   |
| Crotone       | Ivan Moschella       | Eind interim            | 1 november 2018   | 12e                | Massimo Oddo             | 1 november 2018   |
| Cremonese     | Andrea Mandorlini    | Ontslagen               | 4 november 2018   | 12e                | Massimo Rastelli         | 5 november 2018   |
| Padova        | Pierpaolo Bisoli     | Ontslagen               | 6 november 2018   | 16e                | Claudio Foscarini        | 6 november 2018   |
| Livorno       | Cristiano Lucarelli  | Ontslagen               | 6 november 2018   | 19e                | Roberto Breda            | 7 november 2018   |
| Foggia        | Gianluca Grassadonia | Ontslagen               | 11 december 2018  | 18e                | Gaetano Pavone (interim) | 11 december 2018  |
| Foggia        | Gaetano Pavone       | Eind interim            | 18 december 2018  | 17e                | Pasquale Padalino        | 18 december 2018  |
| Salernitana   | Stefano Colantuono   | Ontslag genomen         | 18 december 2018  | 10e                | Angelo Gregucci          | 20 december 2018  |
| Crotone       | Massimo Oddo         | Ontslag genomen         | 28 december 2018  | 14e                | Giovanni Stroppa         | 28 december 2018  |
| Padova        | Claudio Foscarini    | Ontslagen               | 28 december 2018  | 19e                | Pierpaolo Bisoli         | 28 december 2018  |
| Venezia       | Walter Zenga         | Ontslagen               | 5 maart 2019      | 16e                | Serse Cosmi              | 5 maart 2019      |
| Foggia        | Pasquale Padalino    | Ontslagen               | 10 maart 2019     | 17e                | Gianluca Grassadonia     | 11 maart 2019     |
| Padova        | Pierpaolo Bisoli     | Ontslagen               | 18 maart 2019     | 18e                | Matteo Centurioni        | 18 maart 2019     |
| Palermo       | Roberto Stellone     | Ontslagen               | 23 april 2019     | 3e                 | Delio Rossi              | 24 April 2019     |
| Hellas Verona | Fabio Grosso         | Ontslagen               | 1 mei 2019        | 6e                 | Alfredo Aglietti         | 1 mei 2019        |

## Eindstand
| Pos | Team                 | Wed | W  | G  | V  | Ptn | DV | DT | +/− | Promotie, kwalificatie of degradatie                                          |
| --- | -------------------- | --- | -- | -- | -- | --- | -- | -- | --- | ----------------------------------------------------------------------------- |
| 1   | Brescia (C, P)       | 36  | 18 | 13 | 5  | 67  | 69 | 42 | +27 | Promotie naar Serie A                                                         |
| 2   | Lecce (P)            | 36  | 19 | 9  | 8  | 66  | 66 | 45 | +21 | Promotie naar Serie A                                                         |
| 3   | Benevento            | 36  | 17 | 9  | 10 | 60  | 61 | 45 | +16 | Kwalificatie voor promotie play-offs                                          |
| 4   | Pescara              | 36  | 14 | 13 | 9  | 55  | 50 | 46 | +4  | Kwalificatie voor promotie play-offs                                          |
| 5   | Hellas Verona (O, P) | 36  | 13 | 13 | 10 | 52  | 49 | 46 | +3  | Kwalificatie voor promotie play-offs                                          |
| 6   | Spezia               | 36  | 14 | 9  | 13 | 51  | 53 | 46 | +7  | Kwalificatie voor promotie play-offs                                          |
| 7   | Cittadella           | 36  | 12 | 15 | 9  | 51  | 49 | 38 | +11 | Kwalificatie voor promotie play-offs                                          |
| 8   | Perugia              | 36  | 14 | 8  | 14 | 50  | 49 | 49 | 0   | Kwalificatie voor promotie play-offs                                          |
| 9   | Cremonese            | 36  | 12 | 13 | 11 | 49  | 37 | 33 | +4  |                                                                               |
| 10  | Cosenza              | 36  | 11 | 13 | 12 | 46  | 34 | 42 | −8  |                                                                               |
| 11  | Palermo (R)          | 36  | 16 | 15 | 5  | 43  | 57 | 38 | +19 | Uitgesloten van Italiaans professioneel voetbal, gedegradeerd naar de Serie D |
| 12  | Crotone              | 36  | 11 | 10 | 15 | 43  | 40 | 42 | −2  |                                                                               |
| 13  | Ascoli               | 36  | 10 | 13 | 13 | 43  | 40 | 56 | −16 |                                                                               |
| 14  | Livorno              | 36  | 9  | 12 | 15 | 39  | 38 | 51 | −13 |                                                                               |
| 15  | Venezia              | 36  | 8  | 14 | 14 | 38  | 35 | 46 | −11 | Kwalificatie voor degradatie play-out                                         |
| 16  | Salernitana (O)      | 36  | 10 | 8  | 18 | 38  | 41 | 57 | −16 | Kwalificatie voor degradatie play-out                                         |
| 17  | Foggia (R)           | 36  | 10 | 13 | 13 | 37  | 44 | 49 | −5  | Uitgesloten van Italiaans professioneel voetbal, gedegradeerd naar de Serie D |
| 18  | Padova (R)           | 36  | 5  | 16 | 15 | 31  | 36 | 49 | −13 | Degradatie naar Serie C                                                       |
| 19  | Carpi (R)            | 36  | 7  | 8  | 21 | 29  | 39 | 67 | −28 | Degradatie naar Serie C                                                       |

1. ↑  Als het team op de 3e plaats 15 punten of meer voor de 4e plaats eindigt, wordt de promotie play-off niet gespeeld en promoveert het team op de 3e plaats naar de Serie A.
2. 1 2  Spezia eindigt voor Cittadella op basis van onderling resultaat: Spezia 1–0 Cittadella, Cittadella 0–1 Spezia.
3. ↑  Palermo were initially deducted twenty points for financial irregularities, they were excluded from the 2019–20 Serie B on 12th July 2019.
4. 1 2 3  Positie op basis van onderling resultaat: Palermo: 9 pnt; Crotone: 6 pnt; Ascoli 3 pnt.
5. ↑  Venezia was readmitted to 2019-20 Serie B after Palermo's exclusion.
6. 1 2  Venezia eindigt voor Salernitana op basis van onderling resultaat: Venezia 1–0 Salernitana, Salernitana 1–1 Venezia.
7. ↑  Als het team op de 15e plaats 5 punten of meer voor de 16e plaats eindigt, wordt de promotie play-out niet gespeeld en degradeert het team op de 16e plaats naar de Serie C.
8. ↑  Foggia were initially deducted six points for administral irregularities and relegated to 2019-20 Serie C, they were excluded from the 2019–20 Serie C on 12th July 2019.

### Play-offs
|  | Voorronde          | Voorronde     | Voorronde     | Voorronde |   |   | Halve finale | Halve finale | Halve finale | Halve finale |   |  | Finale | Finale | Finale | Finale |
|  |                    |               |               |           |   |   |              |              |              |              |   |  |        |        |        |        |
|  | Spezia             |               |               | 1         |   |   |              |              |              |              |   |  |        |        |        |        |
|  | Cittadella         |               |               | 2         |   |   |              |              |              |              |   |  |        |        |        |        |
|  | Cittadella         |               | Cittadella    | 2         | 1 | 3 | 4            |              |              |              |   |  |        |        |        |        |
|  |                    |               |               |           | 1 | 3 | 4            |              |              |              |   |  |        |        |        |        |
|  |                    | Benevento     | 2             | 0         | 2 |   |              |              |              |              |   |  |        |        |        |        |
|  | Benevento          | Benevento     | 2             | 0         | 2 |   |              |              |              |              |   |  |        |        |        |        |
|  |                    |               |               |           |   |   |              |              |              |              |   |  |        |        |        |        |
|  | bye                |               |               |           |   |   |              |              |              |              |   |  |        |        |        |        |
|  |                    |               |               |           |   |   |              | Cittadella   | 2            | 0            | 2 |  |        |        |        |        |
|  |                    |               |               |           |   |   |              |              |              |              | 2 |  |        |        |        |        |
|  |                    | Hellas Verona | 0             | 3         | 3 |   |              |              |              |              |   |  |        |        |        |        |
|  | Hellas Verona n.v. | Hellas Verona | 0             | 3         | 3 |   |              | 4            |              |              |   |  |        |        |        |        |
|  | Hellas Verona n.v. |               |               |           |   |   |              | 4            |              |              |   |  |        |        |        |        |
|  | Perugia            |               |               | 1         |   |   |              |              |              |              |   |  |        |        |        |        |
|  | Perugia            |               | Hellas Verona | 1         | 0 | 1 | 1            |              |              |              |   |  |        |        |        |        |
|  |                    |               |               |           | 0 | 1 | 1            |              |              |              |   |  |        |        |        |        |
|  |                    | Pescara       | 0             | 0         | 0 |   |              |              |              |              |   |  |        |        |        |        |
|  | Pescara            | Pescara       | 0             | 0         | 0 |   |              |              |              |              |   |  |        |        |        |        |
|  |                    |               |               |           |   |   |              |              |              |              |   |  |        |        |        |        |
|  | bye                |               |               |           |   |   |              |              |              |              |   |  |        |        |        |        |

### Degradatie play-out
De degradatie play-out was gepland om te worden gespeeld tussen de nummer 15 en 16 in de eindstand — Venezia en Salernitana. Echter, naar aanleiding van de degradatie van Palermo naar de laatste plaats in de stand vanwege financieel wanbeleid, kondigde Lega B aan dat er geen degradatie wedstrijden zouden worden gespeeld, waarbij Foggia direct degradeert.
Echter, op 23 mei, 2019, verklaarde het Regional Administrative Tribunal (TAR) van Lazio de procedure van de Lega B nietig, waarmee de play-out opnieuw werd vastgesteld, deze keer tussen Salernitana (15e) and Foggia (16e), in overeenstemming met de nieuwe stand nadat Palermo naar de laatste plaats in de stand is gezet door financieel wanbeleid. De beslissing werd bevestigd door het College voor Sport (Collegio di garanzia dello sport) op 27 mei.
Uiteindelijk, op 29 mei, annuleerde de beroepscommissie van de Italiaanse voetbalbond (Corte d'Appello della FIGC) de degradatie van Palermo, die in plaats van degradatie een aftrek van 20 punten kreeg en daarmee veranderde de samenstelling van de wedstrijden, met als gevolg de directe degradatie van Foggia en het opnieuw moeten spelen van de play-out door Venezia. Niettemin, de spelers van beide teams dreigden de wedstrijd te boycotten, omdat het zo laat op de kalender kwam te staan (25 dagen na de laatste wedstrijd), problematisch voor vakantie en rust van spelers en in strijd met het FIFA Internationale Programma en een besluit van Lega B waarbij wedstrijden niet gespeeld kunnen worden tijdens Internationale landen wedstrijden (3-11 juni).
Na alle procedures zijn de play-out wedstrijden uiteindelijk gespeeld op 5 en 9 juni 2019.

#### wedstrijden
Hoogst geplaatst team speelt de terugwedstrijd thuis. Bij een gelijkspel na beide wedstrijden, wordt een verlenging gespeeld en als daar nog geen winnaar uit komt worden er strafschoppen genomen omdat beide teams net zoveel punten hadden in de eindstand. De verliezer degradeert.

##### Heenwedstrijd
|                                |                                              |        |                                         |                                                                                        |
| 5 juni 2019 20:45 MEZT (UTC+2) | Salernitana                                  | 2–1    | Venezia                                 | Stadion: Stadio Arechi, Salerno Toeschouwers: Aleandro Di Paolo Scheidsrechter: 12,722 |
| 5 juni 2019 20:45 MEZT (UTC+2) | Đurić 14' Jallow 25' Orlando 65' Odjer 90+4' | report | 52' Lombardi 56' Bruscagin 90+1' Zigoni | Stadion: Stadio Arechi, Salerno Toeschouwers: Aleandro Di Paolo Scheidsrechter: 12,722 |
| 5 juni 2019 20:45 MEZT (UTC+2) |                                              |        |                                         | Stadion: Stadio Arechi, Salerno Toeschouwers: Aleandro Di Paolo Scheidsrechter: 12,722 |
| 5 juni 2019 20:45 MEZT (UTC+2) |                                              |        |                                         | Stadion: Stadio Arechi, Salerno Toeschouwers: Aleandro Di Paolo Scheidsrechter: 12,722 |
|                                |                                              |        |                                         |                                                                                        |

##### Terugwedstrijd
|                                |                                                   |                     |              |                                                                                                |
| 9 juni 2019 18:00 MEZT (UTC+2) | Venezia                                           | 1–0 (n.v.) 2–4 pen. | Salernitana  | Stadion: Stadio Pierluigi Penzo, Venice Toeschouwers: 4.414 Scheidsrechter: Gianluca Aureliano |
| 9 juni 2019 18:00 MEZT (UTC+2) | Modolo 41' Bocalon 42' Schiavone 79' Pimenta 100' | report              | 45+1' Minala | Stadion: Stadio Pierluigi Penzo, Venice Toeschouwers: 4.414 Scheidsrechter: Gianluca Aureliano |
| 9 juni 2019 18:00 MEZT (UTC+2) |                                                   |                     |              | Stadion: Stadio Pierluigi Penzo, Venice Toeschouwers: 4.414 Scheidsrechter: Gianluca Aureliano |
| 9 juni 2019 18:00 MEZT (UTC+2) |                                                   |                     |              | Stadion: Stadio Pierluigi Penzo, Venice Toeschouwers: 4.414 Scheidsrechter: Gianluca Aureliano |
|                                |                                                   |                     |              |                                                                                                |

Op 12 juli nam de FIGC de proflicentie van Palermo af. Volgens de nieuwe regelgeving die de FIGC in januari 2019 heeft vastgesteld, werd de degradatiewedstrijd daarom als nietig beschouwd.

### Uitslagen
| Thuis \ Uit   | ASC | BEN | BRE | CAR | CIT | COS | CRE | CRO | FOG | VER | LEC | LIV | PAD | PAL | PER | PES | SAL | SPE | VEN |
| ------------- | --- | --- | --- | --- | --- | --- | --- | --- | --- | --- | --- | --- | --- | --- | --- | --- | --- | --- | --- |
| Ascoli        |     | 2–2 | 1–1 | 1–0 | 1–1 | 1–1 | 0–0 | 3–2 | 2–2 | 1–0 | 1–0 | 1–1 | 2–3 | 1–2 | 0–3 | 2–1 | 2–4 | 3–1 | 1–0 |
| Benevento     | 1–2 |     | 1–1 | 3–1 | 1–0 | 4–2 | 2–1 | 3–0 | 1–3 | 0–1 | 3–3 | 1–0 | 3–3 | 1–2 | 2–1 | 2–1 | 4–0 | 2–3 | 3–0 |
| Brescia       | 1–0 | 2–3 |     | 3–1 | 0–1 | 1–0 | 3–2 | 2–0 | 2–1 | 4–2 | 2–1 | 2–0 | 4–1 | 2–1 | 1–1 | 1–1 | 3–0 | 4–4 | 2–0 |
| Carpi         | 1–1 | 2–2 | 1–1 |     | 0–1 | 1–1 | 1–2 | 1–2 | 0–2 | 1–1 | 0–1 | 1–4 | 2–1 | 0–3 | 0–1 | 0–0 | 3–2 | 3–2 | 2–3 |
| Cittadella    | 2–2 | 0–1 | 2–2 | 3–1 |     | 2–0 | 1–3 | 3–0 | 1–1 | 3–0 | 4–1 | 4–0 | 1–1 | 0–1 | 2–2 | 4–1 | 3–1 | 0–1 | 3–2 |
| Cosenza       | 0–0 | 0–0 | 2–3 | 1–0 | 2–0 |     | 2–0 | 1–0 | 2–0 | 0–3 | 2–3 | 1–1 | 2–1 | 1–1 | 1–1 | 1–1 | 0–0 | 1–0 | 1–1 |
| Cremonese     | 0–1 | 1–0 | 0–0 | 1–2 | 0–0 | 2–0 |     | 1–0 | 1–0 | 1–1 | 2–0 | 1–0 | 0–0 | 2–0 | 4–0 | 1–1 | 0–0 | 2–0 | 0–1 |
| Crotone       | 3–0 | 1–0 | 2–2 | 1–1 | 0–0 | 0–1 | 0–0 |     | 4–1 | 1–2 | 2–2 | 1–1 | 2–1 | 3–0 | 2–0 | 0–2 | 1–1 | 0–3 | 1–1 |
| Foggia        | 3–2 | 1–1 | 2–2 | 4–2 | 1–1 | 1–0 | 3–1 | 0–2 |     | 2–2 | 2–2 | 2–2 | 2–1 | 1–2 | 1–0 | 1–1 | 3–1 | 1–0 | 1–1 |
| Hellas Verona | 1–1 | 0–3 | 2–2 | 4–1 | 4–0 | 2–2 | 1–1 | 1–1 | 2–1 |     | 0–2 | 2–3 | 1–1 | 1–1 | 2–1 | 3–1 | 1–0 | 2–1 | 1–0 |
| Lecce         | 7–0 | 1–1 | 1–0 | 4–1 | 1–1 | 3–1 | 2–0 | 1–0 | 1–0 | 2–1 |     | 3–2 | 3–2 | 1–2 | 0–0 | 2–0 | 2–2 | 2–1 | 2–1 |
| Livorno       | 1–0 | 2–1 | 0–1 | 1–0 | 0–0 | 2–0 | 1–3 | 0–1 | 3–1 | 0–0 | 0–3 |     | 1–1 | 2–2 | 2–3 | 0–0 | 1–0 | 1–3 | 1–0 |
| Padova        | 1–2 | 0–1 | 1–1 | 0–1 | 0–0 | 0–0 | 1–1 | 0–0 | 1–1 | 3–0 | 2–1 | 1–1 |     | 1–3 | 0–1 | 2–2 | 0–0 | 0–0 | 1–0 |
| Palermo       | 3–0 | 0–0 | 1–1 | 4–1 | 2–2 | 2–1 | 2–2 | 1–0 | 0–0 | 1–0 | 2–1 | 1–1 | 1–1 |     | 4–1 | 3–0 | 1–2 | 2–2 | 1–1 |
| Perugia       | 2–0 | 2–4 | 0–2 | 0–1 | 0–0 | 0–1 | 3–1 | 2–1 | 3–0 | 1–2 | 1–2 | 3–1 | 3–2 | 1–2 |     | 2–1 | 3–1 | 1–1 | 1–0 |
| Pescara       | 1–1 | 2–1 | 1–5 | 2–0 | 0–1 | 1–1 | 0–0 | 2–1 | 1–0 | 1–1 | 4–2 | 2–1 | 2–0 | 3–2 | 1–1 |     | 2–0 | 2–0 | 1–0 |
| Salernitana   | 1–1 | 0–1 | 1–3 | 2–5 | 4–2 | 1–2 | 2–0 | 0–2 | 1–0 | 1–0 | 1–2 | 3–1 | 3–0 | 0–0 | 2–1 | 2–4 |     | 1–0 | 1–1 |
| Spezia        | 3–2 | 3–1 | 3–2 | 2–1 | 1–0 | 4–0 | 2–0 | 2–0 | 0–0 | 1–2 | 1–1 | 3–0 | 0–2 | 1–1 | 1–1 | 1–3 | 2–1 |     | 1–1 |
| Venezia       | 1–0 | 2–3 | 2–1 | 1–1 | 1–1 | 0–1 | 1–1 | 1–4 | 1–0 | 1–1 | 1–1 | 1–1 | 2–1 | 1–1 | 2–3 | 2–2 | 1–0 | 1–0 |     |

## Statistieken
Data afkomstig van fbref.com

### Wedstrijden
Grootste thuis overwinning: 

23 maart 2019: Lecce - Ascoli 7−0
Grootste uit overwinning: 

3 februari 2019: Pescara - Brescia 1−5
Meest doelpuntrijke wedstrijd:

27 januari 2019: Brescia - Spezia 4−4
Langste reeks overwinningen:

3 wedstrijden Benevento, Brescia, Cittadella, Cosenza, Cremonese, Foggia, Hellas Verona, Lecce, Palermo en Perugia
Langste reeks ongeslagen:

13 wedstrijden Brescia en Palermo
Langste reeks zonder overwinning:

11 wedstrijden Crotone
Langste reeks verloren:

5 wedstrijden Padova en Salernitana
Best bezochte wedstrijd:

28.351 toeschouwers, 11 mei 2019: Palermo - Cittadella 2−2
Slechtst bezochte wedstrijd:

1.500 toeschouwers, 1 september 2018: Carpi - Cittadella 0−1
Eerste goal van het seizoen

24 augustus 2018: Dimitri Bisoli voor Brescia tegen Perugia
Laatste goal van het seizoen

11 mei 2019: Luca Vido voor Perugia tegen Cremonese

### Spelers

#### Topscorers
- In onderstaand overzicht zijn alleen de spelers opgenomen met tien of meer treffers achter hun naam.
- Het aantal goals is uit de 36 competitie wedstrijden, niet uit de play-offs en play-outs.

| №  | Naam                | Club          | Goals | Pen. | Duels | Gem. |
| -- | ------------------- | ------------- | ----- | ---- | ----- | ---- |
| 1  | Alfredo Donnarumma  | Brescia       | 25    | 7    | 32    | 0,78 |
| 2  | Massimo Coda        | Benevento     | 21    | 6    | 34    | 0,62 |
| 3  | Leonardo Mancuso    | Pescara       | 19    | 4    | 35    | 0,54 |
| 4  | Andrea La Mantia    | Lecce         | 17    | 0    | 32    | 0,53 |
| 5  | Ilija Nestorovski   | Palermo       | 14    | 2    | 26    | 0,54 |
| 6  | Simeon Nwankwo      | Crotone       | 14    | 3    | 33    | 0,42 |
| 7  | Marco Mancosu       | Lecce         | 13    | 2    | 34    | 0,38 |
| 8  | Gabriele Moncini    | Cittadella    | 12    | 1    | 17    | 0,71 |
| 9  | Ernesto Torregrossa | Brescia       | 12    | 1    | 29    | 0,41 |
| 10 | Valerio Verre       | Perugia       | 12    | 2    | 35    | 0,34 |
| 11 | Giampaolo Pazzini   | Hellas Verona | 10    | 3    | 24    | 0,42 |
| 12 | David Okereke       | Spezia        | 10    | 1    | 30    | 0,33 |
| 13 | Alessandro Diamanti | Livorno       | 10    | 4    | 32    | 0,31 |
| 13 | Luca Vido           | Perugia       | 10    | 3    | 32    | 0,31 |
| 15 | Gennaro Tutino      | Cosenza       | 10    | 1    | 33    | 0,30 |

#### Hat-tricks
- De hat-tricks zijn gemaakt in de 36 competitiewedstrijden, niet in de play-offs.

| Speler             | Club          | Tegenstander  | Uitslag | Datum             |
| ------------------ | ------------- | ------------- | ------- | ----------------- |
| Giampaolo Pazzini  | Hellas Verona | Carpi         | 4–1 (T) | 16 september 2018 |
| Alfredo Donnarumma | Brescia       | Padova        | 4–1 (T) | 7 oktober 2018    |
| Mattia Finotto     | Cittadella    | Venezia       | 3-2 (T) | 11 november 2018  |
| Alfredo Donnarumma | Brescia       | Salernitana   | 3-1 (U) | 10 december 2018  |
| Giampaolo Pazzini  | Hellas Verona | Cittadella    | 4-0 (T) | 27 december 2018  |
| Leonardo Mancuso   | Pescara       | Salernitana   | 4-2 (U) | 30 december 2018  |
| Alfredo Donnarumma | Brescia       | Spezia        | 4-4 (T) | 27 januari 2019   |
| Gabriele Moncini   | Cittadella    | Lecce         | 4-1 (T) | 23 februari 2019  |
| Milan Đurić        | Salernitana   | Cittadella    | 4-2 (T) | 13 april 2019     |
| Massimo Coda       | Benevento     | Hellas Verona | 3-0 (U) | 22 april 2019     |
| Gianmarco Zigoni   | Venezia       | Carpi         | 3-2 (U) | 11 mei 2019       |

Note
(T) – Thuis (U) – Uit

#### Penalty's
- In onderstaand overzicht zijn alleen de spelers opgenomen met vier of meer gemaakte penalty's achter hun naam.
- Het aantal penalty's is uit de 36 competitiewedstrijden, niet uit de play-offs en play-outs.

| # | Speler              | Club      | Gescoord met penalty | Gemiste strafschop |
| - | ------------------- | --------- | -------------------- | ------------------ |
| 1 | Alfredo Donnarumma  | Brescia   | 7                    | 2                  |
| 2 | Massimo Coda        | Benevento | 6                    | 3                  |
| 3 | Alessandro Diamanti | Livorno   | 4                    | 0                  |
| 3 | Nicolas Viola       | Benevento | 4                    | 0                  |
| 5 | Leonardo Mancuso    | Pescara   | 4                    | 1                  |

#### Assists
- In onderstaand overzicht zijn alleen de spelers opgenomen met zeven of meer assists achter hun naam.
- Het aantal assists is uit de 36 competitie wedstrijden, niet uit de play-offs.

| №  | Naam                  | Club    | Assists | Duels | Gem. |
| -- | --------------------- | ------- | ------- | ----- | ---- |
| 1  | David Okereke         | Spezia  | 10      | 30    | 0,33 |
| 2  | Ledian Memushaj       | Pescara | 10      | 34    | 0,29 |
| 3  | Aleksandar Trajkovski | Palermo | 9       | 34    | 0,26 |
| 4  | Jaime Báez            | Cosenza | 8       | 25    | 0,32 |
| 5  | Filippo Falco         | Lecce   | 8       | 31    | 0,26 |
| 6  | Nicolas Haas          | Palermo | 8       | 32    | 0,25 |
| 7  | Luca Mora             | Spezia  | 7       | 29    | 0,24 |
| 7  | Ernesto Torregrossa   | Brescia | 7       | 29    | 0,24 |
| 9  | Manuel Marras         | Pescara | 7       | 31    | 0,23 |
| 9  | Nikola Ninković       | Ascoli  | 7       | 31    | 0,23 |
| 11 | Alessandro Diamanti   | Livorno | 7       | 32    | 0,22 |
| 11 | Alfredo Donnarumma    | Brescia | 7       | 32    | 0,22 |
| 13 | Jacopo Petriccione    | Lecce   | 7       | 33    | 0,21 |

#### Gele en rode kaarten
- In onderstaand overzicht zijn alleen de spelers opgenomen met minimaal 10 gele kaarten achter hun naam.
- Het aantal gele en rode kaarten is uit de 36 competitie wedstrijden, niet uit de play-offs.
- 2 gele kaarten in 1 wedstrijd geldt als 1 rode kaart, niet als 2 gele

In totaal werden er 1484 gele kaarten uitgedeeld.
| №  | Naam               | Club       | Gele kaarten | Kreeg geel · Kreeg opnieuw geel · Weggestuurd | Duels |
| -- | ------------------ | ---------- | ------------ | --------------------------------------------- | ----- |
| 1  | Giuseppe Bellusci  | Palermo    | 15           | 1                                             | 30    |
| 2  | Alessio Sabbione   | Carpi      | 15           | 0                                             | 31    |
| 3  | Marco Modolo       | Venezia    | 12           | 0                                             | 32    |
| 4  | Sandro Tonali      | Brescia    | 12           | 0                                             | 34    |
| 5  | Emanuele Ndoj      | Brescia    | 11           | 0                                             | 28    |
| 6  | Andrea Settembrini | Cittadella | 11           | 0                                             | 29    |
| 7  | Massimo Volta      | Benevento  | 11           | 1                                             | 30    |
| 8  | Riccardo Brosco    | Ascoli     | 11           | 0                                             | 31    |
| 9  | Mato Jajalo        | Palermo    | 11           | 0                                             | 33    |
| 9  | Matteo Ricci       | Spezia     | 11           | 0                                             | 33    |
| 11 | Trevor Trevisan    | Padova     | 10           | 0                                             | 25    |
| 12 | Bright Addae       | Ascoli     | 10           | 0                                             | 27    |
| 13 | Norbert Gyömbér    | Perugia    | 10           | 0                                             | 30    |
| 14 | Kastriot Dermaku   | Cosenza    | 10           | 0                                             | 32    |
| 15 | Oliver Kragl       | Foggia     | 10           | 0                                             | 33    |

Er werden in het seizoen 2018-19 99 rode kaarten uitgedeeld. Crotone ontving de meeste kaarten, in totaal 10. In de tabel hieronder staan de spelers met meer dan 1 rode kaart. Deze rode kaart kan zowel in 1x rood zijn geweest of 2x geel.
| № | Naam               | Club    | Rode kaarten | Kreeg geel · Kreeg opnieuw geel · Weggestuurd | Duels |
| - | ------------------ | ------- | ------------ | --------------------------------------------- | ----- |
| 1 | Simone Andrea Ganz | Ascoli  | 2            | 1                                             | 11    |
| 2 | Vladimir Golemić   | Crotone | 1            | 2                                             | 18    |
| 3 | Alberto Gerbo      | Foggia  | 1            | 1                                             | 26    |
| 3 | Riccardo Maniero   | Cosenza | 1            | 1                                             | 26    |
| 5 | Giuseppe Bellusci  | Palermo | 1            | 1                                             | 30    |
| 6 | Manuel Marras      | Pescara | 1            | 1                                             | 31    |
| 6 | Nikola Ninković    | Ascoli  | 2            | 0                                             | 31    |

### Clubs
| Team          | Goal | Assist | Gele kaarten | Kreeg geel · Kreeg opnieuw geel · Weggestuurd | Rode kaarten | De nul gehouden | Voor | Voor | Tegen | Tegen | e.d. |
| ------------- | ---- | ------ | ------------ | --------------------------------------------- | ------------ | --------------- | ---- | ---- | ----- | ----- | ---- |
| Ascoli        | 39   | 28     | 76           | 5                                             | 3            | 7               | 5    | 0    | 6     | 1     | 1    |
| Benevento     | 59   | 39     | 82           | 5                                             | 0            | 11              | 10   | 3    | 2     | 1     | 2    |
| Brescia       | 66   | 46     | 80           | 2                                             | 1            | 9               | 8    | 2    | 4     | 4     | 2    |
| Carpi         | 39   | 24     | 78           | 4                                             | 3            | 3               | 3    | 4    | 7     | 1     | 2    |
| Cittadella    | 47   | 28     | 97           | 2                                             | 2            | 12              | 4    | 1    | 6     | 0     | 2    |
| Cosenza       | 34   | 23     | 71           | 2                                             | 4            | 13              | 3    | 3    | 6     | 1     | 1    |
| Cremonese     | 37   | 27     | 63           | 1                                             | 3            | 16              | 2    | 0    | 4     | 1     | 0    |
| Crotone       | 40   | 25     | 61           | 5                                             | 5            | 10              | 5    | 0    | 4     | 0     | 3    |
| Foggia        | 42   | 26     | 81           | 3                                             | 4            | 6               | 5    | 3    | 3     | 4     | 1    |
| Hellas Verona | 45   | 25     | 79           | 3                                             | 3            | 5               | 6    | 2    | 1     | 3     | 0    |
| Lecce         | 66   | 45     | 66           | 3                                             | 1            | 10              | 3    | 0    | 4     | 0     | 0    |
| Livorno       | 37   | 28     | 88           | 2                                             | 3            | 9               | 6    | 2    | 7     | 1     | 1    |
| Padova        | 36   | 26     | 87           | 2                                             | 3            | 9               | 4    | 1    | 8     | 2     | 0    |
| Palermo       | 56   | 43     | 89           | 2                                             | 3            | 9               | 2    | 1    | 1     | 2     | 0    |
| Perugia       | 47   | 32     | 69           | 3                                             | 3            | 8               | 5    | 3    | 9     | 1     | 1    |
| Pescara       | 49   | 37     | 82           | 1                                             | 1            | 10              | 6    | 2    | 8     | 3     | 1    |
| Salernitana   | 41   | 25     | 88           | 0                                             | 3            | 9               | 1    | 0    | 4     | 0     | 1    |
| Spezia        | 53   | 41     | 67           | 2                                             | 2            | 9               | 5    | 0    | 2     | 2     | 0    |
| Venezia       | 33   | 18     | 80           | 3                                             | 2            | 5               | 9    | 1    | 6     | 2     | 0    |

## Bezoekersaantallen
| Team          | Stadion                              | Capaciteit | Gemiddeld | Minimum | Tegenstander  | Maximum | Tegenstander  | Percentage vol |
| ------------- | ------------------------------------ | ---------- | --------- | ------- | ------------- | ------- | ------------- | -------------- |
| Ascoli        | Stadio Cino e Lillo Del Duca         | 20.550     | 6.062     | 4.789   | Cittadella    | 8.416   | Padova        | 29%            |
| Benevento     | Stadio Ciro Vigorito                 | 16.867     | 10.583    | 9.505   | Carpi         | 13.622  | Salernitana   | 63%            |
| Brescia       | Stadio Mario Rigamonti               | 16.743     | 8.225     | 5.502   | Cosenza       | 14.000  | Benevento     | 49%            |
| Carpi         | Stadio Sandro Cabassi                | 5.510      | 2.270     | 1.500   | Cittadella    | 3.812   | Lecce         | 41%            |
| Cittadella    | Stadio Pier Cesare Tombolato         | 7.623      | 4.111     | 2.343   | Hellas Verona | 6.605   | Padova        | 54%            |
| Cosenza       | Stadio San Vito-Gigi Marulla         | 24.209     | 7.208     | 4.794   | Cremonese     | 12.623  | Salernitana   | 30%            |
| Cremonese     | Stadio Giovanni Zini                 | 20.641     | 7.234     | 5.416   | Carpi         | 11.840  | Brescia       | 35%            |
| Crotone       | Stadio Ezio Scida                    | 16.547     | 6.423     | 4.879   | Carpi         | 10.565  | Ascoli        | 39%            |
| Foggia        | Stadio Pino Zaccheria                | 16.547     | 10.217    | 8.836   | Cremonese     | 12.537  | Lecce         | 61%            |
| Hellas Verona | Stadio Marc'Antonio Bentegodi        | 38.402     | 10.574    | 8.258   | Palermo       | 14.517  | Foggia        | 28%            |
| Lecce         | Stadio Via del Mare                  | 40.670     | 12.116    | 8.198   | Cremonese     | 25.135  | Spezia        | 30%            |
| Livorno       | Stadio Armando Picchi                | 19.238     | 5.880     | 4.986   | Cittadella    | 6.594   | Padova        | 31%            |
| Padova        | Stadio Euganeo                       | 19.740     | 7.543     | 6.405   | Benevento     | 9.338   | Lecce         | 38%            |
| Palermo       | Stadio Renzo Barbera                 | 36.349     | 9.394     | 4.513   | Cosenza       | 28.351  | Cittadella    | 26%            |
| Perugia       | Stadio Renato Curi                   | 23.125     | 7.862     | 6.883   | Venezia       | 9.501   | Hellas Verona | 34%            |
| Pescara       | Stadio Adriatico-Giovanni Cornacchia | 20.515     | 7.030     | 5.516   | Carpi         | 9.939   | Hellas Verona | 34%            |
| Salernitana   | Stadio Arechi                        | 31.300     | 8.011     | 1.912   | Venezia       | 12.979  | Palermo       | 26%            |
| Spezia        | Stadio Alberto Picco                 | 10.290     | 5.436     | 4.845   | Carpi         | 6.508   | Pescara       | 53%            |
| Venezia       | Stadio Pierluigi Penzo               | 7.450      | 3.583     | 2.181   | Spezia        | 5.630   | Hellas Verona | 48%            |

Bari ·
Brescia ·
Catanzaro ·
Carrarese ·
Cesena ·
Cittadella · 
Cosenza ·
Cremonese · 
Frosinone ·
Juve Stabia ·
Mantova ·
Modena ·
Palermo ·
Pisa ·
Reggiana ·
Salernitana ·
Sampdoria · 
Sassuolo ·
Spezia · 
Südtirol
1929/30 ·
1930/31 ·
1931/32 ·
1932/33 ·
1933/34 ·
1934/35 ·
1935/36 ·
1936/37 ·
1937/38 ·
1938/39 ·
1939/40 ·
1940/41 ·
1941/42 ·
1942/43 ·
1943-44 ·
1944-45 ·
1945-46 ·
1945/46 ·
1946/47 ·
1947/48 ·
1948/49 ·
1949/50 ·
1950/51 ·
1951/52 ·
1952/53 ·
1953/54 ·
1954/55 ·
1955/56 ·
1956/57 ·
1957/58 ·
1958/59 ·
1959/60 ·
1960/61 ·
1961/62 ·
1962/63 ·
1963/64 ·
1964/65 ·
1965/66 ·
1966/67 ·
1967/68 ·
1968/69 ·
1969/70 ·
1970/71 ·
1971/72 ·
1972/73 ·
1973/74 ·
1974/75 ·
1975/76 ·
1976/77 ·
1977/78 ·
1978/79 ·
1979/80 ·
1980/81 ·
1981/82 ·
1982/83 ·
1983/84 ·
1984/85 ·
1985/86 ·
1986/87 ·
1987/88 ·
1988/89 ·
1989/90 ·
1990/91 ·
1991/92 ·
1992/93 ·
1993/94 ·
1994/95 ·
1995/96 ·
1996/97 ·
1997/98 ·
1998/99 ·
1999/00 ·
2000/01 ·
2001/02 ·
2002/03 ·
2003/04 ·
2004/05 ·
2005/06 ·
2006/07 ·
2007/08 ·
2008/09 ·
2009/10 ·
2010/11 ·
2011/12 ·
2012/13 ·
2013/14 ·
2014/15 ·
2015/16 ·
2016/17 ·
2017/18 ·
2018/19 ·
2019/20 ·
2020/21
Albanië · 
Andorra · 
Armenië · 
Azerbeidzjan · 
België (tot 2016 / vanaf 2016) ·
Bhutan ·
Bosnië-Herzegovina (BiH) · 
Bosnië-Herzegovina (RS) · 
Bulgarije · 
Curaçao · 
Cyprus · 
Denemarken · 
Duitsland · 
Engeland · 
Estland · 
Faeröer · 
Finland · 
Frankrijk · 
Georgië · 
Gibraltar · 
Griekenland · 
Hongarije · 
Ierland · 
IJsland · 
Israël · 
Italië · 
Kazachstan · 
Kosovo · 
Kroatië · 
Letland · 
Litouwen · 
Luxemburg · 
Malta · 
Moldavië · 
Montenegro · 
Nederland · 
Noord-Ierland · 
Noord-Macedonië · 
Noorwegen · 
Oekraïne · 
Oostenrijk · 
Polen · 
Portugal · 
Roemenië · 
Rusland · 
Schotland · 
Servië · 
Servië en Montenegro (FR Joegoslavië) ·
Slovenië · 
Slowakije · 
Sovjet-Unie · 
Spanje · 
Tsjechië · 
Tsjecho-Slowakije ·
Turkije · 
Turkse Republiek Noord-Cyprus · 
Wales (Noord) · 
Wales (Zuid) · 
Wit-Rusland · 
Zweden · 
Zwitserland